# Kostel Narození svatého Jana Křtitele (Úterý)
Kostel svatého Jana Křtitele v Úterý postavil Kryštof Dientzenhofer v barokním slohu v roce 1695. Je vystavěn podle podobných zásad jako architektovo starší dílo, kostel Nejsvětější Trojice v Teplé – užitím oktogonálního půdorysu (zde ovšem vepsaného do oválu) a přetínané průběžné římsy v interiéru.
Je chráněn jako kulturní památka České republiky.